# Alfred Tonello

Alfred Tonello (1952)

Alfred Tonello (auch Sigisfredo Tonello, * 11. März 1929 in Paris; † 21. Dezember 1996 in Bondy) war ein französischer Radrennfahrer und nationaler Meister im Radsport.

## Sportliche Laufbahn
Tonello war Teilnehmer der Olympischen Sommerspiele 1952 in Helsinki. Im olympischen Straßenrennen wurde er beim Sieg von André Noyelle 13. Die französische Mannschaft gewann mit Tonello, Noyelle und Jacques Anquetil, Roland Bezamat und Claude Rouer in der Mannschaftswertung die Bronzemedaille.
1951 gewann er als Amateur die nationale Meisterschaft in der Mannschaftsverfolgung.
Von 1954 bis 1958 war er als Berufsfahrer aktiv. Zuvor war er 1953 mit einer Lizenz als Unabhängiger Radrennen gefahren, erhielt kurz vor der Tour de France einen Vertrag im Radsportteam Alcyon-Dunlop, in dem Briek Schotte Kapitän war. Er fuhr die Tour de France 1953 und beendete sie auf dem 49. Rang. 1954 wurde er 58. in der Tour, 1956 startete er erneut und wurde als 66. klassiert. Die Tour de Picardie konnte er 1953 mit zwei Tageserfolgen für sich entscheiden. 1956 gewann er eine Etappe der Katalonien-Rundfahrt.